# Adelptes vadoni
Adelptes vadoni là một loài bọ cánh cứng trong họ Mordellidae. Loài này được miêu tả khoa học năm 1937.